# Christian Larraín
Christian Eduardo Larraín Pizarro (Santiago, 8 de agosto de 1960) es un ingeniero comercial, consultor y político chileno. Entre marzo de 2022 y mayo de 2023, se desempeñó como subsecretario de Previsión Social bajo el gobierno del presidente Gabriel Boric.

## Familia y estudios
Es hijo de Guillermo Larraín Benavente y de Adriana María Ana Pizarro Gutiérrez, a través, de su familia paterna, desciende del político Joaquín Prieto Warnes y del expresidente de la república Joaquín Prieto Vial.
Realizó sus estudios superiores en la carrera de ingeniería comercial en la Universidad de Chile, cursando un bachiller en ciencias económicas en la misma casa de estudios. Posteriormente realizó un magíster en economía de la Université Catholique de Louvain-La-Neuve, Bélgica.
Se encuentra casado y es padre de tres hijos.

## Trayectoria profesional
Ha ejercido su profesión en el diseño de políticas públicas del campo regulador/supervisor financiero y previsional, asesorando a más de 15 países en ese ámbito. Su primer trabajo fue en el Programa de Economía del Trabajo (PET), entre 1982 y 1986. Se ha desempeñado como consultor internacional para el Banco Interamericano de Desarrollo (BID), el Fondo Monetario Internacional (FMI), el Banco Mundial y el Programa de las Naciones Unidas para el Desarrollo (PNUD).

## Trayectoria política
Bajo los gobiernos de la coalición Concertación de Partidos por la Democracia fungió como consultor del Ministerio de Hacienda y coordinador en materia de banca y finanzas. Durante el segundo gobierno de Michelle Bachelet, fue parte de la «Comisión Asesora Presidencial» liderada por el economista David Bravo que propuso un conjunto de reformas a las pensiones en 2015. Asimismo, en 2016 integró el grupo asesor convocado por el ministro Rodrigo Valdés para realizar propuestas de modificación a la «Ley General de Bancos». Paralelamente, ha sido miembro del consejo directivo del Comité del Sistema de Empresas Públicas (SEP) y socio de CL Group, consultora especializada en asesoría financiera para gobiernos, bancos centrales y empresas.
Durante el segundo gobierno de Sebastián Piñera, desde marzo de 2018 hasta junio de 2020, ejerció como comisionado y vicepresidente de la recién creada Comisión para el Mercado Financiero (CMF), el regulador integrado en materia de valores, seguros y banca.
Políticamente independiente, en febrero de 2022 fue designado por el entonces presidente electo Gabriel Boric, como titular de la Subsecretaría de Previsión Social, función que asumió el 11 de marzo de dicho año, con el inicio formal de la administración. Renunció al cargo el 26 de mayo de 2023.

## Acusaciones de acoso laboral y juicio
El 26 de mayo de 2023 presentó su renuncia al cargo de subsecretario de Previsión Social, lo que fue comunicado por el gobierno sin señalar motivos en particular. Fue reemplazado por Consuelo Maldonado Herrera como subsecretaria subrogante. En cuanto a las razones de su salida, se manejó públicamente la existencia de diferencias políticas con la ministra de la cartera, Jeannette Jara, así como una supuesta denuncia formal de acoso laboral que habría presentado una funcionaria ante el Ministerio del Trabajo, lo que desencadenó la petición del gobierno para que Larraín dejara su cargo. Tras la renuncia se inició un sumario administrativo en su contra.
Insistiendo en su inocencia, Larraín anunció el inicio de acciones judiciales. El 31 de julio de 2023 presentó una demanda por tutela laboral contra el Ministerio del Trabajo, exigiendo una indemnización de $580 millones de pesos chilenos. En la demanda señaló, entre otras cosas: "De un día para otro mi imagen quedó estigmatizada como un acosador. Los primeros días ni siquiera quería salir de mi casa por miedo a ser reconocido y apuntado”. En marzo de 2025, el Segundo Juzgado del Trabajo de Santiago rechazó la demanda, negando la existencia de una vulneración a sus derechos fundamentales.